# Comisión Internacional Contra la Impunidad en El Salvador
La Comisión Internacional contra la Impunidad en El Salvador (CICIES) fue una comisión creada el 6 de septiembre de 2019, por medio del acuerdo firmado entre la Organización de los Estados Americanos (OEA) y el Gobierno de El Salvador.

## Historia
El 9 de diciembre de 2019, la Fiscalía General de la República y el comisionado designado de la CICIES Ronalth Ochaeta firmaron un convenio en el que se acordó la «cooperación y asistencia técnica para fortalecer las capacidades de la Fiscalía en pro de combatir la impunidad y corrupción en la función pública», asesorando, recomendando y transfiriendo conocimientos especializados en corrupción a los fiscales. Dicho convenio tendría vigencia hasta 2022.

## Finalización
En abril de 2021, el comisionado Ronalth Ochaeta informó que había enviado "12 avisos de posibles ilícitos en carteras del Estado" a la Fiscalía General de la República, y desde entonces las relaciones con la Comisión fueron en declive. 
Finalmente, el 4 de junio de 2021, un nuevo fiscal general de la República, anunció que había decidido dar por finalizado el convenio de esta entidad con la Comisión Internacional contra la  Impunidad (CICIES).
El anuncio lo dio a conocer, luego de que el exalcalde de San Salvador Ernesto Muyshondt fuera nombrado como asesor de la Organización de los Estados Americanos (OEA).